# Václav Klaus
Václav Klaus (Praga, 19 giugno 1941) è un politico ceco.
È stato l'ultimo primo ministro della Cecoslovacchia e il primo della Repubblica Ceca. Dal 2003 al 2013 è stato presidente. Precedentemente aveva guidato la transizione dal sistema comunista al libero mercato in qualità di ministro delle finanze. È considerato un euroscettico e si autodefinisce "dissidente europeo".

## Biografia
Klaus è nato a Praga e si è laureato all'Università di economia di Praga nel 1963. Nel 1966 si recò per studi post-universitari a Napoli e, nel 1969, nella Cornell University di New York. Ha perseguito la carriera scientifica all'Istituto di economia dell'Accademia cecoslovacca delle scienze che ha abbandonato (o meglio, è stato espulso per motivi politici) a favore di un posto nella Banca statale cecoslovacca nel 1970; si è unito al pensiero della perestrojka all'istituto dell'Accademia delle scienze di Praga nel 1987. Nel 1995 ha ottenuto il grado di professore di finanza alla scuola di economia di Praga.
Dal 2003 è stato eletto presidente della Repubblica Ceca. In tema di politica estera, ha sempre mantenuto una linea euroscettica. Appena insediato si è opposto all'ingresso del suo Paese nell'Unione europea e in occasione del referendum per l'adesione ha invitato i suoi concittadini a votare contro. Inoltre, Klaus è stato un serio ostacolo alla ratifica del Trattato di Lisbona. Dopo la vittoria del 'no' nel primo referendum irlandese, definendo il trattato "morto", fu l'unico capo di Stato dei Paesi dell'Unione europea a chiedere subito l'abbandono del testo. Poche settimane più avanti, il 24 luglio 2008, ha però ammorbidito tale posizione affermando che non avrebbe firmato il trattato se l'Irlanda non l'avesse prima ratificato.
Successivamente all'approvazione del trattato da parte del parlamento nazionale, Klaus ha continuato la sua politica oltranzista presentando attraverso un gruppo di senatori del suo partito un nuovo ricorso alla Corte costituzionale con l'obiettivo non dichiarato di prendere tempo per offrire la sponda al leader del Partito Conservatore britannico David Cameron che nel Regno Unito ha poi vinto le elezioni del 2010. Cameron aveva infatti più volte fatto sapere in quel periodo che, se si fosse arrivati a tale data senza il Trattato in vigore, avrebbe promosso un referendum su di esso, nel quale la vittoria dei 'no' sarebbe stata estremamente probabile. In seguito alla sopravvenuta ratifica dell'Irlanda e alle conseguenti forti pressioni di "Bruxelles" su di lui per convincerlo a promulgare il Trattato (pressioni volte a scongiurare l'ipotesi di cui sopra), e considerando scontato il rigetto della sua istanza presso l'Alta Corte, il presidente ceco ha invece iniziato a negoziare la propria firma con l'UE, ottenendo in questo modo un opt-out sulla Carta dei diritti fondamentali dell'Unione europea nel Consiglio europeo di fine ottobre 2009.
Questa concessione, assieme al pronunciamento della Corte costituzionale che il 3 novembre 2009 ha ribadito per la seconda volta che il Trattato di Lisbona è conforme alla Costituzione della Repubblica Ceca (sentenza immediatamente seguita dalle rivelazioni del quotidiano britannico Times secondo le quali David Cameron ha rinunciato ufficialmente alla possibilità di tenere il referendum sul Trattato non appena insediato come Primo Ministro), ha definitivamente convinto Klaus che, poche ore dopo il verdetto della Corte di Brno, ha così promulgato la ratifica del Trattato, poi depositata presso il Governo italiano.
Durante il suo ultimo mandato presidenziale si svolse il processo a Ludmila Brožová-Polednová, pubblico ministero del periodo staliniano che aveva rappresentato l'accusa nel procedimento giudiziario contro la celebre esponente antinazista e anticomunista Milada Horáková, poi condannata a morte per impiccagione: il 2 novembre 2007 alla Brožová-Polednová venne inflitta una pena di otto anni di reclusione e il 19 marzo 2009 fu condotta in galera nonostante avesse già 88 anni: Klaus inizialmente si rifiutò di concederle il perdono presidenziale ma poi, il 21 dicembre 2010, elargì all'imputata la grazia per motivi di età e di salute.

### Vita privata
Václav Klaus ha sposato l'economista Livia Klausová ed ha due figli e cinque nipoti: Vaclav è il direttore di una scuola media privata a Praga e Jan lavora come consulente finanziario. Václav Klaus è anche uno scrittore, autore di oltre 20 libri con contenuti sociali, politici ed economici. Anno primo, ad esempio, riguarda il suo primo anno di presidenza; Pianeta blu non verde. Cosa è in pericolo: il clima o la libertà? invece espone le controverse tesi di Klaus negazioniste rispetto ai cambiamenti climatici, sostenendo che le politiche ambientali, istigate da un'"isteria collettiva" prodotta dall'ambientalismo, siano illiberali e danneggino il benessere economico.
Per parecchi anni durante la sua gioventù, Václav Klaus fu un insigne sportivo, giocando a basket e pallavolo. Adora inoltre sciare e giocare a tennis. Fu il primo a rompere la tradizione della Stanley Cup, secondo cui solo i giocatori di hockey che l'hanno vinta possono sorreggere la coppa: il 26 luglio 2004 un gruppo di giocatori di hockey cechi gli porsero la coppa durante una visita al castello di Praga. Nel tempo libero adora gli sceneggiati e la musica, specialmente il jazz. Il professor Václav Klaus conserva un numero di riconoscimenti internazionali e lauree onorarie da università di tutto il mondo. Nel corso di una visita ufficiale in Cile, il 12 aprile 2011, Václav Klaus si è reso colpevole di un furto di una penna stilografica durante una conferenza stampa tenuta insieme al presidente cileno dopo la firma di un accordo commerciale e turistico tra i due paesi. Il presidente ceco, ripreso dalle telecamere, si è poi giustificato sostenendo che quella penna fosse comunque un regalo.